# Tiffany Taylor (actrice pornographique)
Tiffany Taylor née le 6 décembre 1980, est une actrice pornographique américaine.

## Biographie
Elle est née à Los Angeles en Californie d'une mère pakistanaise et d'un père français,. Elle est trilingue et parle français, anglais et maîtrise l'espagnol. Elle a joué dans environ 180 films pour adultes depuis son entrée dans l'industrie pornographique en 2004. Elle était l'une des quatre meilleurs concurrentes dans la série de télé-réalité Jenna's American Sex Star, mais Brea Bennett a été élue première "Sex Star américaine" par Playboy TV.
En 2006, un accident de voiture lui a causé des blessures au dos ; en conséquence, elle a été forcée d'abandonner Debbie Does Dallas... Again. Toujours en 2006, elle a signé un contrat d'exclusivité d'un an avec Vivid Entertainment.

## Filmographie succincte
- 2004 : Juicy Teens
- 2005 : Pussy Party 08 - Big Toys
- 2006 : Tiffany Loves Girls
- 2007 : Tiffany's Lingerie Lesson
- 2008 : All Holes No Poles 3
- 2009 : Grand Theft Orgy 2
- 2010 : Latex Confidential
- 2011 : Pickup Lines 98
- 2012 : Gaga For Gang Bangs
- 2013 : Girls of Platinum X 15
- 2014 : Sweet Tarts
- 2015 : Young Beauties
- 2017 : Two Babes One Boy 2